# Nuda Paper
Nuda Paper, Nuda, är en svensk engelskspråkig tidskrift som getts ut sedan 2016. Chefredaktörer är fotografen och tidigare bloggaren Frida Vega Salomonsson och konstkritikern och kuratorn Nora Arrhenius Hagdahl. Tidskriften behandlar teman som konst, kultur, mode och filosofi genom bland annat intervjuer, essäer och fotoreportage. Första numret i tidningens nuvarande inbundna format gavs ut 2018.  Bland medverkande skribenter, konstnärer och intervjuobjekt fram till 2024 finns Marina Abramović, Robyn, Wolfgang Tillmans, Olafur Eliasson, Lykke Li, Christer Fugelsang, Slavoj Žižek, Zara Larsson, David Lynch och Chris Kraus.
2022 blev Nuda Paper centrum för en svensk kulturdebatt efter att Expressen publicerat en text i Frida Vega Salomonsson namn som visade sig vara spökskriven av Nora Arrhenius Hagdahl. Kulturskribenter som Saga Cavallin och Kristofer Andersson anklagade Nuda för ytlighet och kommersialism, bland annat med tanke på tidningens reklamfinansiering, medan Arrhenius Hagdahl gick i svaromål genom att peka på Nuda Papers mångfacetterade innehåll och även lyfta fram annonsering som "en förutsättning för oberoende mediers fortlevnad".
Nuda Paper har uppmärksammats i internationella medier som Vogue och i-D.
Vid sidan av utgivningen av tidskriften bedriver Nuda Paper även galleriverksamhet i sina lokaler på Roslagsgatan i Stockholm, för vilket man bland annat nominerats för Nöjesguiden Stockholmspris 2019 i kategorin konst. 